# Исторический музей (Русе)
Исторический музей (болг. Исторически музей) — государственный музей, который находится в городе Русе.
Находится в здании бывшего окружного управления 1892—1898 годов постройки.

## История
Музей был создан 1 января 1904 года по царскому указу на основе коллекции археологических и естественнонаучных экспонатов, которые собирались и хранились в мужской школе им. князя Бориса I.
С 1937 года получил статус городского музея.
В 1949 году получил статус Народного музея, в 1952 году — окружного музея.
В июле 2000 года получил преобразован в региональный музей.